# Nupserha haddeni
Nupserha haddeni är en skalbaggsart som beskrevs av J. Linsley Gressitt 1940. Nupserha haddeni ingår i släktet Nupserha och familjen långhorningar.
Artens utbredningsområde är Filippinerna. Inga underarter finns listade i Catalogue of Life.